# افسر و جاسوس (فیلم)
افسر و جاسوس (فرانسوی: J'accuse‎، ترجمه: «من متهم می‌کنم») فیلمی در ژانر مهیج و درام تاریخی به کارگردانی رومن پولانسکی است که در سال ۲۰۱۹ منتشر شد. فیلم‌نامه این فیلم دربارهٔ ماجرای دریفوس و توسط پولانسکی و رابرت هریس بر اساس رمانی به همین نام محصول سال ۲۰۱۳ به رشته تحریر درآمده است. فیلم در هفتاد و ششمین دوره جشنواره بین‌المللی فیلم ونیز برنده جایزه ویژه هیئت داوران شد. این فیلم در مورد ماجرای دریفوس است.

## بازیگران
- ژان دوژاردن در نقش ژرژ پیکار
- لویی گارل در نقش آلفرد دریفوس
- امانوئل سنیه در نقش پولین مونیه
- متیو آمالریک در نقش آلفونس برتیلون
- ملویل پوپو
- الیویه گورمه
- گرگوری گادبوا
- وینسنت پرز
- ولادیمیر یوردانف
- دنیس پودالیدس
- ونسان گراس